# United Internet
Die United Internet AG ist ein börsennotierter Internetdienstleister mit Sitz in Montabaur. 
Das Unternehmen ist mit insgesamt 16 Marken und zahlreichen Tochtergesellschaften und Beteiligungen aktiv. Zu den bekannten Marken  zählen unter anderem 1&1, IONOS, GMX, WEB.DE und 1&1 Versatel. GMX und WEB.DE fungieren gleichzeitig auch als Informations- und Boulevard-Medien.

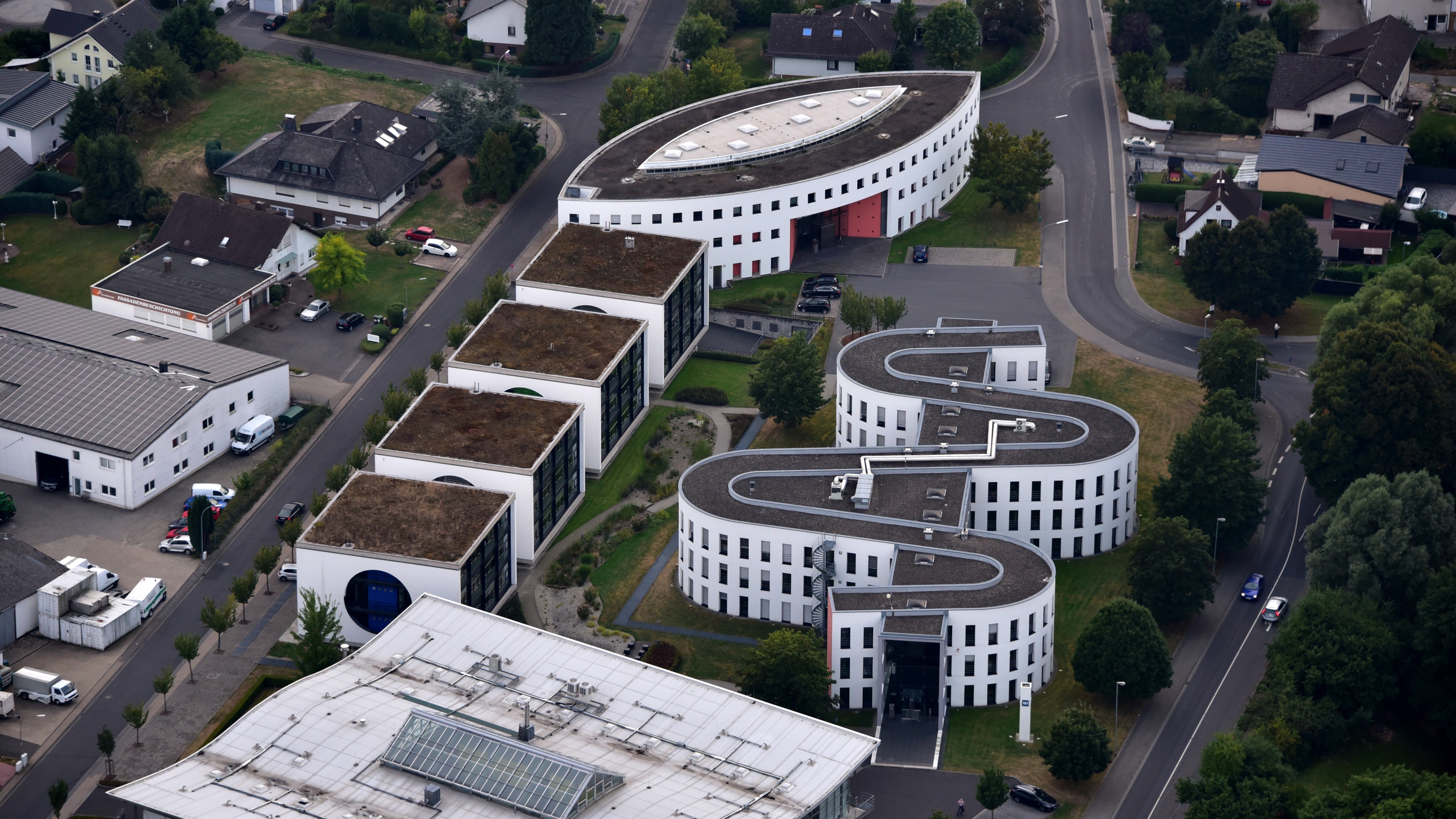
Standort Montabaur, Luftaufnahme (2016)

## Geschichte
Die Geschichte des Konzerns geht auf die 1&1 EDV-Marketing GmbH zurück, die 1988 durch Ralph Dommermuth und Wendelin Abresch als Dienstleister für Marketing und Werbung gegründet wurde. In den 1990er Jahren wuchs das Unternehmen zu einem großen Konzern, der neben Webhosting-Paketen auch einen eigenen Online-Dienst anbot, über den sich Nutzer in das Internet einwählen konnten.
Im März 1998 ging das Unternehmen unter der Firmierung 1&1 Internet AG & Co. KGaA an die Börse. Später wurde daraus die United Internet AG, unter deren Dach die Marke 1&1 für Internetzugangsprodukte etabliert wurde. Dabei kamen Stammaktien mit einem rechnerischen Anteil am Grundkapital von je einem Euro zum Einsatz. Der Börsengang von United Internet erfolgte noch vor der Hochphase der New Economy, die Aktie erreichte aber schon am ersten Handelstag einen Schlusskurs von über 200 Prozent des Ausgabekurses.
In den Jahren 2000 bis 2003 erfolgte der Eintritt der Tochtergesellschaft 1&1 in diverse ausländische Märkte, darunter Großbritannien, Frankreich sowie die Vereinigten Staaten. Im Mai 2005 übernahm United Internet das Portal- und E-Mail-Geschäft von Web.de, das gemeinsam mit dem hauseigenen Angebot GMX in der 1&1 Mail & Media GmbH zusammengeführt wurde.
Im Dezember 2008 wurde verkündet, dass das Unternehmen die united-domains AG mit Sitz in Starnberg für rund 34 Millionen Euro übernehmen werde.
Im Mai 2009 gab United Internet die Übernahme des DSL-Geschäfts der Freenet AG bekannt. Damit gingen die zuletzt etwa 700.000 DSL-Kunden für insgesamt 123 Millionen Euro an United Internet. Durch die Übernahme funktionierten zeitweise die Anschlüsse der ehemaligen Freenet-Kunden nicht, bei ehemaligen Tiscali-Kunden wurde in diesem Zusammenhang der Anschluss abgeschaltet.
Die AdLink Group gehört seit Juli 2009 nicht mehr zu United Internet, sie wurde an die französische Gruppe Hi-Media verkauft.
Am 3. September 2014 gab United Internet bekannt, dass die übrigen 74,9 % der Anteile am Festnetz- und Glasfasernetzbetreiber Versatel GmbH bzw. dessen Obergesellschaft wirtschaftlich rückwirkend zum 1. Juli 2014 vom bisherigen Haupteigner, dem Private-Equity-Unternehmen KKR, übernommen werden. Kurz darauf erfolgte die Umbenennung in 1&1 Versatel.
Am 10. Juli 2015 wurde die Übernahme des polnischen Webhosters home.pl für etwa 135 Mio. Euro bekanntgegeben.
Am 15. Dezember 2016 teilte United Internet mit, den größten europäischen Konkurrenten Strato für etwa 600 Mio. EUR übernehmen zu wollen; der Kauf wurde zum 1. April 2017 abgeschlossen. 2016 teilte sich zudem die 1&1 Internet SE in zwei Geschäftsbereiche: die 1&1 Telecommunications SE, die den Geschäftsbereich Consumer Access (DSL & Mobilfunk) weiterhin betreibt und den international agierenden Geschäftsbereich Business Applications mit der heutigen Marke IONOS für Hosting und Cloud Service.
Im Jahr 2017 schlossen sich die 1&1 Telecommunication SE und die damalige Drillisch Aktiengesellschaft zu einer vierten Kraft im deutschen Telekommunikationsmarkt zusammen – die heutige 1&1 AG. Zu den Marken der 1&1 AG zählen neben 1&1 auch die Marken der Drillisch Online GmbH (u. a. yourfone, smartmobil.de, WinSIM). Nachdem die 1&1 AG im Jahr 2019 an der 5G-Frequenzauktion teilnahm, ist diese als vierter deutscher Netzbetreiber aktiv. Das Mobilfunknetz ist das erste in Europa, welches auf Basis der neuen OpenRAN-Technologie aufbaut. Im Jahr 2023 verfehlte 1&1 seine Ausbauziele, weshalb die Bundesnetzagentur ein Bußgeldverfahren einleitete.

## Produkte und Marken
Das Unternehmen gliedert sich in die Geschäftsbereiche Access und Applications. Unter Access sind sämtliche Angebote gebündelt, welche den Zugang zum Internet und Informationen betreffen, zum Beispiel Mobilfunk- und DSL-Anschlüsse. Dieser Bereich speist sich vor allem aus den Marken 1&1, den Discounter-Marken von Drillisch Online sowie 1&1 Versatel. Unter Applications ordnet der Konzern alle Produkte ein, die bestimmte webbasierte Anwendungen bereitstellen, zum Beispiel E-Mail- oder Webhosting-Tarife. Neben 1&1, WEB.DE und GMX agiert United Internet hier mit den Marken IONOS, STRATO, Fasthosts, Arsys, InterNetX, united-domains, we22 und Sedo. Aktuell vereint die United Internet AG 16 Marken unter ihrem Dach.

### 1&1 AG
Ab Ende Mai 2015 hielt United Internet über die United Internet Ventures AG einen Anteil von rund 20 % an Drillisch, einem der größten deutschlandweit tätigen Mobilfunk-Service-Provider bzw. MVNO mit Sitz in Maintal.
Im Mai 2017 übernahm die damalige Drillisch Aktiengesellschaft, die eigenständig an der Börse notiert ist, die United-Internet-Tochtergesellschaft 1&1 Telecommunication SE. Im Gegenzug erhielt United Internet im Rahmen einer Kapitalerhöhung neue Aktien der Drillisch Aktiengesellschaft. Die Transaktion war nach Erhalt der wettbewerbsrechtlichen Genehmigung im September 2017 abgeschlossen. Im Januar 2018 änderte das Unternehmen seinen Namen von Drillisch Aktiengesellschaft in 1&1 Drillisch Aktiengesellschaft. Seit 2. Juni 2021 firmiert sie als 1&1 AG. Mit einem Anteil von 78,3 % ist die United Internet AG deren größter Aktionär.

### 1&1 Versatel
Die 1&1 Versatel GmbH ist ein Telekommunikationsanbieter mit einem breit aufgestellten Produktportfolio, welches aus Sprach-, Internet- und Datendiensten für Privat- und Geschäftskunden besteht. Das Unternehmen mit Sitz in Berlin sowie eigentlicher Unternehmenszentrale in Düsseldorf ist im Laufe der Jahre aus einem Zusammenschluss verschiedener Stadt- und Regionalnetzbetreiber entstanden und ausschließlich auf dem deutschen Markt tätig. Im Geschäftsjahr 2021 erzielte Versatel mit seinen Produkten einen Gesamtumsatz von 514 Mio. Euro. Laut eigenem Bekunden unterhält Versatel das zweitgrößte Glasfasernetz Deutschlands nach der Deutschen Telekom. Nach einem vorausgehenden, langjährigen Finanzengagement (seit 2008) von United Internet als wichtigem Ankerinvestor ist die nahezu bundesweit verfügbare Netztechnik von Versatel der ausschlaggebende Grund für die vollständige Unternehmensübernahme, da United Internet selbst bzw. seine Tochter 1&1 bislang nur rudimentäre Netztechnologie unterhält und diese bei Drittanbietern (Telekom Deutschland, Vodafone, QSC, Telefónica) als Vorleistung für die eigenen Produkte recht teuer einkaufen muss. Die Versatel-Übernahme zum 1. Juli 2014 ist deshalb als historischer Strategiewechsel in der Unternehmensgeschichte von United Internet zu werten. Zum 1. Juli 2016 wurde bekannt, dass Versatel nun unter dem Namen 1&1 Versatel firmiert. Die Änderung soll die Zugehörigkeit zur 1&1-Gruppe unterstreichen.

### GMX
GMX, gegründet 1997, gehört seit 2001 zu United Internet. Bekannt wurde GMX als Anbieter von E-Mail mit einem Account für mehrere Mailadressen. Ebenso vermarktete GMX in der Anfangszeit virtualisierte SMS, Fax und Anrufbeantworter (Unified Messaging). Der Fokus liegt auf sicherem E-Mail- und Cloud-Speicher. Die Marke GMX wird innerhalb des Konzerns durch das Unternehmen 1&1 Mail & Media GmbH betrieben, zu der auch die Marke web.de gehört.

### Web.de
Web.de ist ein Internetportal, das 1999 gegründet wurde. Im Jahr 2005 war es nach eigenen Angaben das reichweitenstärkste Angebot und auf Platz 2 der meistbesuchten deutschen Webseiten hinter t-online.de. Web.de begann als redaktionell betreutes Verzeichnis – ähnlich dem Open Directory Project – und wandelte sich zu einem Nachrichtenangebot.
Bekannt wurde Web.de vor allem für FreeMail, ein Angebot für kostenfreie E-Mail. Es steht auch in einer gebührenpflichtigen Variante zur Verfügung.

### mail.com
Gegründet 1995, gehört der US-amerikanische E-Mail- und Messaging-Provider mail.com mit Sitz in Philadelphia seit September 2010 zu United Internet. Mit der Übernahme wird durch differenziertere Markenauftritte im Ausland und die gleichzeitige Erweiterung von Synergien durch Mitnutzung der GMX-Infrastruktur weiteres Wachstumspotenzial erschlossen.
Die Marke wendet sich (trotz des bereits bestehenden internationalen Angebots über GMX.com) insbesondere an Nutzer in den USA und Großbritannien, aber auch in Indien, Frankreich und Spanien und verfügt derzeit über rund 6,5 Millionen Nutzer, darunter 3,4 Millionen allein in den USA.

### United Internet Media
Die United Internet Media GmbH ist ein auf Online-Marketing spezialisierter Werbevermarkter für die konzerneigenen Online- und Mobilangebote von United Internet (beispielsweise WEB.DE, GMX und mail.com) und zählt mit seiner digitalen Reichweite von rund 31 Mio. Menschen in Deutschland zu einem der größten deutschen Online-Mediavermarkter. Europaweit befinden sich rund 293 Mio. Internetnutzer und weltweit in 60 Ländern mehr als 810 Mio. Internetnutzer in der Werbereichweite von United Internet Media. Das Unternehmen unterhält neben den deutschen Hauptstandorten in Karlsruhe und München noch weitere Niederlassungen in Hamburg, Düsseldorf und Wien.

### Ionos
Im November 2010 beteiligt sich United Internet an dem Berliner IaaS-Anbieter ProfitBricks GmbH mit 30 Prozent. Im August 2017 wurde ProfitBricks eine 100-%-Tochter der United Internet. Im Oktober 2018 wurde das Hosting-Geschäft und Cloud Computing der zwei United Internet Töchter 1&1 Internet und ProfitBricks unter der Gesellschaft 1&1 Ionos SE gebündelt. Seit September 2019 erfolgt der Markenauftritt unter IONOS. Zwischen den zwei Websites Ionos und 1&1 Telecommunication erfolgt eine gegenseitige Verlinkung auf ihr optional komplementäres Angebot.

### Strato
Strato (Eigenschreibweise STRATO) ist seit dem 1. April 2017 ein Teil der United Internet AG. Zuvor war das Unternehmen für 600 Mio. € von der Deutschen Telekom übernommen worden. Strato wurde 1997 gegründet und zählt mit über 2 Millionen Kunden ebenfalls zu den weltweit größten Hosting-Providern.

### Arsys
Im August 2013 gab United Internet die 100%ige Übernahme des spanischen Webhosters Arsys über die 1&1 Internet AG bekannt. Arsys ist nach eigenen Angaben der größte spanische Webhoster mit 150.000 Kunden und 40 Mio. EUR Jahresumsatz, die Marke soll in Spanien eigenständig weitergeführt werden.

### home.pl
Im Jahre 2015 wurde das polnische Unternehmen home.pl erworben, welches im Bereich Webhosting eine Marktführerschaft besitzt.

### World4You
Im August 2018 erfolgte die Übernahme von World4You, welches der Marktführer im österreichischen Domain- und Webhostingmarkt ist.

### Fasthosts
Die Fasthosts Internet Ltd wurde im November 1999 in Großbritannien gegründet und ist in den Bereichen Webhosting, Domains, E-Commerce und E-Mail Hosting aktiv. Fasthosts gehört seit Mai 2006 zu United Internet. Nach eigenen Angaben verwaltet Fasthosts 2012 bis zu 10 Millionen Domains und ist einer der größten Wiederverkäufer des Landes. Seit dem Jahr 2009 unterhält das Unternehmen eine Niederlassung in den Vereinigten Staaten.

### InterNetX
InterNetX, gegründet 1999 in Regensburg, bietet Domains, Server und SSL-Zertifikate ausschließlich für gewerbliche Kunden an. Der Fokus des Unternehmens liegt dabei primär auf Wiederverkäufern, die eigene Hosting-Produkte anbieten möchten, aber über keine entsprechende Infrastruktur verfügen.
United Internet hält über seine Tochtergesellschaft 1&1 seit dem Jahr 2004 einen Anteil von 80 Prozent, im Gegenzug übernahm die InterNetX GmbH das Geschäft der früher in Karlsruhe bei Schlund+Partner ansässigen Schlund Technologies GmbH. Die Beteiligung an InterNetX wurde im Laufe der Zeit auf annähernd 100 Prozent erhöht.
Für einige andere Marken von United Internet fungiert InterNetX als zentraler Domain-Registrar. Das Unternehmen steht im direkten Wettbewerb mit der Schwestergesellschaft united-domains.

### United-Domains
Die united-domains AG in Starnberg gehört zwar zu United Internet, agiert als eine der wenigen Marken des Konzerns aber weitgehend unabhängig. Das Unternehmen mit Sitz in Starnberg existiert seit August 2000 und war seit 2003 eine Tochter von Lycos Europe, bevor es Anfang 2009 durch United Internet übernommen wurde. Seit einiger Zeit unterhält das Unternehmen eine Niederlassung in Boston, die als United Domains, Inc. firmiert.

### Sedo
Sedo ist ein global agierender Marktplatz für den Handel und die Vermarktung von Domains. Gegründet im Jahr 2000, erfolgte 2005 die vollständige Übernahme durch United Internet. Seit 2010 firmiert Sedo unter der Sedo Holding AG, die ihren Hauptsitz in Köln hat und Niederlassungen in Großbritannien und den USA unterhält.
Mit knapp 16 Millionen gehandelten Domains ist Sedo der Marktführer auf dem Sekundärmarkt für Domains. Im Bereich Domainparking gehört Sedo zu den weltweit führenden Anbietern. Darüber hinaus bietet Sedo Dienstleistungen wie die Bewertung von Domains an.

## Konzernstruktur und Beteiligungen
Das operative Geschäft im Segment „Consumer Access“ wird im Wesentlichen durch die unter dem Dach der 1&1 AG agierenden Gesellschaften Drillisch Online GmbH und 1&1 Telecom GmbH betrieben.
Im Segment „Business Access“ ist United Internet insbesondere über die – von der 1&1 Versatel GmbH gehaltene – 1&1 Versatel Deutschland GmbH tätig. Das operative Geschäft im Segment „Consumer Applications“ wird im Wesentlichen über die – unter der 1&1 Mail & Media Applications SE zusammengefassten Gesellschaften – 1&1 De-Mail GmbH, 1&1 Energy GmbH, 1&1 Mail & Media GmbH, 1&1 Mail & Media Inc. und United Internet Media GmbH betrieben.

### Kublai / Tele Columbus
Im Februar 2016 hatte United Internet über die United Internet Ventures AG in Höhe von insgesamt 25,11 % am drittgrößten deutschen Kabelnetzbetreiber Tele Columbus erworben und ist mit diesem Aktienanteil zugleich zum größten Einzelaktionär der Tele Columbus AG aufgestiegen. Über den im Mai 2017 erworbenen Mobilfunkanbieter Drillisch, welcher für Tele Columbus die Mobilfunkdienstleistungen erbrachte, bestand bereits eine enge Verbindung zum Unternehmen.
Die United Internet AG als damalige Ankeraktionärin der Tele Columbus AG hat am 21. Dezember 2020 darüber informiert, dass sie gemeinsam mit Morgan Stanley Infrastructure Partners die Umsetzung der Fiber-Champion-Strategie von Tele Columbus unterstützen wird.
Dazu hatte die Kublai GmbH, eine Bietergesellschaft, hinter der Morgan Stanley steht, in einem ersten Schritt ein freiwilliges öffentliches Übernahmeangebot für Tele Columbus Aktien unterbreitet. Nach dem erfolgreichen Abschluss des Übernahmeangebots hat United Internet die von ihr gehaltenen Anteile an Tele Columbus im April 2021 in Kublai eingebracht und die Beteiligung an Kublai auf 40 % erhöht.

### Sonstige Beteiligungen
Zudem zählen Beteiligungen an den strategischen Partnern Open-Xchange AG, Köln (25,39 %), rankingCoach International GmbH, Köln (31,52 %), uberall GmbH, Berlin (25,10 %) und AWIN AG, Berlin (20,00 %), sowie die – von der IONOS SE gehaltene – Beteiligung (seit Dezember 2021) an der Stackable GmbH, Pinneberg (25,10 %) zum Portfolio der United Internet Investments Holding.

## Bedeutung
United Internet ist neben der Deutschen Telekom einer der größten Internet-Provider in Europa. Aufgrund der beiden Marken WEB.DE und GMX erzielt der Konzern eine enorme Reichweite, da beide Seiten zu den 20 am häufigsten aufgerufenen Angeboten im deutschsprachigen Raum zählen. Dies führt dazu, dass United Internet einen beträchtlichen Anteil seiner Erlöse aus Werbung generiert.
Besondere Bedeutung kommt der Tochter IONOS zu, die zu den fünf größten Webhosting-Unternehmen weltweit gehört und auch bei der Registrierung von Domains zu den größten zehn Anbietern gehört. Darüber hinaus ist der Marktanteil von 1&1 bei Mobilfunk- und DSL-Anschlüssen in Deutschland mit mehr als 15 Mio. Kunden beträchtlich.
Weitere Bedeutung kommt der Tochter Versatel zu, die als nahezu deutschlandweit verfügbarer Telekommunikations- und Festnetzbetreiber das zweitgrößte Glasfaserinfrastrukturunternehmen Deutschlands darstellt. Durch die Übernahme von Versatel erhöhte sich die DSL-Kundenzahl innerhalb der United Internet Gruppe auf insgesamt 4,3 Millionen und stärkte damit auch die Marktposition in diesem Geschäftssegment.

## Rechenzentren
United Internet verfügt über mehrere Rechenzentren in Deutschland. Eines der größten mit über 25.000 Servern befindet sich in Karlsruhe. Ein weiteres Rechenzentrum steht in einem ehemaligen Flugzeugbunker in Rheinmünster in der Nähe des Flughafens Karlsruhe/Baden-Baden. Zwei weitere kleinere Rechenzentren sind im Stadtgebiet von Karlsruhe angesiedelt.
United Internet betreibt einen eigenen Backbone, mit dem die Rechenzentren an verschiedenen Internet-Knoten, zum Beispiel DE-CIX, INXS, AMS-IX und LINX, angebunden sind.
Für das 1&1 Mobilfunknetz entstehen deutschlandweit über 500 dezentrale Rechenzentren. Sie werden von 1&1 Versatel betrieben und sollen durch die Nähe zu den Antennenstandorten Echtzeit-Anwendungen ermöglichen.

## Eigentümerstruktur
(Stand: Ende Mai 2024):
| Anteil in Prozent | Anteilseigner                      |
| ----------------- | ---------------------------------- |
| 48,94 %           | Ralph Dommermuth (indirekt)        |
| 9,99 %            | United Internet AG (eigene Aktien) |
| 41,07 %           | Streubesitz                        |

Durch die stimmrechtslosen eigenen Aktien ergibt sich ein Stimmrechtsanteil von 54,37 % für Ralph Dommermuth.